# Hindmarsh Stadium
Het Hindmarsh Stadium (vanwege de sponsor nu Coopers Stadium genoemd) is een multifunctioneel stadion in Adelaide, een stad in Australië. 
Het stadion werd geopend in 1960. In het stadion kunnen ongeveer 17.000 mensen. Het recordaantal toeschouwers staat op 16.588 toeschouwers. Dat was op 12 november 2008 tijdens een wedstrijd in de Champions League tussen Adelaide United en Gamba Osaka.
Het stadion werd compleet gerenoveerd voor de Olympische Spelen van 2000. Die renovatie kostte 27 miljoen dollar. Er werd onder andere een nieuwe hoofdtribune neergezet. Het toeschouwersaantal werd tijdelijk verhoogd met 5.000 plekken.
Het stadion werd regelmatig gebruikt voor internationale toernooien. In 1981 was het een van de stadions op het  wereldkampioenschap voetbal onder 20. Er werden vier groepswedstrijden gespeeld en de troostfinale. In 2000 werd het gebruikt voor het mannenvoetbaltoernooi op de Olympische Spelen. Er werden 6 groepswedstrijden gespeeld en de achtste finale tussen de Verenigde Staten en Japan. In 2004 waren hier wedstrijden op het Oceanisch kampioenschap voetbal, in 2006 het Aziatisch kampioenschap voetbal vrouwen. Toen werd onder andere de finale tussen Australië en China in dit stadion gespeeld. Er staan ook wedstrijden gepland voor het wereldkampioenschap voetbal vrouwen in 2023.

## Gebruik
Voetbalclub West Adelaide SC maakte er gebruikt van tot het in 1999 opgeheven werd. Ook de voetbalclub Adelaide City FC speelde er zijn thuiswedstrijden. Verschillende rugbyclubs hebben er gebruik van gemaakt.
In 2023 worden er in dit stadion wedstrijden gespeeld op het Wereldkampioenschap voetbal voor vrouwen.
| Datum           | Thuisteam  | Uitslag | Uitteam  | Fase           | Toeschouwers |
| --------------- | ---------- | ------- | -------- | -------------- | ------------ |
| 24 juli 2023    | Brazilië   | 4 – 0   | Panama   | Groepsfase     | 13.142       |
| 28 juli 2023    | China      | 1 – 0   | Haïti    | Groepsfase     | 12.675       |
| 30 juli 2023    | Zuid-Korea | 0 – 1   | Marokko  | Groepsfase     | 12.886       |
| 1 augustus 2023 | China      | 1 – 6   | Engeland | Groepsfase     | 13.497       |
| 8 augustus 2023 | Frankrijk  | 4 – 0   | Marokko  | Achtste finale | 13.557       |

Stadium Australia · Sydney Football Stadium · Brisbane Stadium · Melbourne Rectangular Stadium · Perth Rectangular Stadium · Hindmarsh Stadium
Waikato Stadium · Eden Park · Wellington Regional Stadium · Forsyth Barr Stadium